# Фрегаты типа «Тромп»
«Тромп» (нидерл. Trompklasse) — тип фрегатов УРО ВМС Нидерландов. Были спроектированы в качестве многоцелевых больших фрегатов для замены лёгких крейсеров типа «Де Зевен Провинсен» в роли флагманских кораблей флота. Конструктивно корабли этого типа были ориентированы прежде всего на обеспечение ПВО, но также могли обеспечивать противолодочную оборону и бороться с надводными кораблями. В 1971—1976 годах на верфях Koninklijke Schelde во Флиссингене были построены два корабля этого типа, получивших названия в честь нидерландских адмиралов — Мартина и Корнелиуса Тромпов и Михаила Рюйтера. Оба корабля были сняты с вооружения Нидерландов в 1999—2001 годах, когда в роли флагманских кораблей они вновь сменились типом «Де Зевен Провинсиен», но на этот раз уже относящимся к фрегатам.

## Представители
| Название            | Номер | Закладка        | Спуск на воду | Вступление в строй | Судьба                   |
| ------------------- | ----- | --------------- | ------------- | ------------------ | ------------------------ |
| Тромпр Tromp        | F 801 | 4 августа 1971  | 2 июня 1973   | 3 октября 1975     | снят с вооружения в 1999 |
| Де Рёйтер De Ruyter | F 802 | 22 декабря 1971 | 9 марта 1974  | 3 июня 1976        | снят с вооружения в 2001 |